# Флаг Филёвского Парка
Флаг внутригородского муниципального образования Филёвский Парк в Западном административном округе города Москвы Российской Федерации.
Флаг утверждён 12 февраля 2004 года и внесён в Геральдический реестр города Москвы с присвоением регистрационного номера ?.

## Описание
«Флаг муниципального образования Филёвский парк представляет собой двустороннее прямоугольное полотнище с соотношением сторон 2:3.
В центре голубого полотнища помещено изображение жёлтого фрагмента ворот Филёвского парка с двуглавым орлом, под которым жёлтая восьмилучевая звезда, обрамлённая снизу двумя жёлтыми лавровыми ветвями. Габаритные размеры изображения составляют 1/2 длины и 13/16 ширины полотнища флага.
В верхних углах полотнища помещены изображения трёх жёлтых дубовых листьев.
Габаритные размеры каждого изображения составляют 1/8 длины и 3/16 ширины полотнища. Центр каждого изображения находится на расстоянии 1/8 длины от ближайшего бокового края полотнища и на расстоянии 3/16 ширины полотнища от его верхнего края».

## Обоснование символики
Узорный фрагмент ворот Филёвского парка и дубовые листья символизируют находящийся на территории муниципального образования памятник садово-паркового искусства XVII—XIX веков, самый крупный в западной части Москвы массив широколиственного леса — Филёвский парк культуры и отдыха, протянувшийся на пять километров вдоль Москвы-реки. Возраст многих деревьев парка более ста лет.
Восьмилучевая звезда (являющаяся основой многих российских орденов) и лавровые ветви символизируют связь истории местности с событиями Отечественной войны 1812 года.

## Поднятие наЭверест

Флаг Филёвского Парка на вершине Эвереста

19 мая 2023 года житель района, альпинист Андрей Муравьёв поднял флаг на вершине Эвереста. 